# 香港高等法院

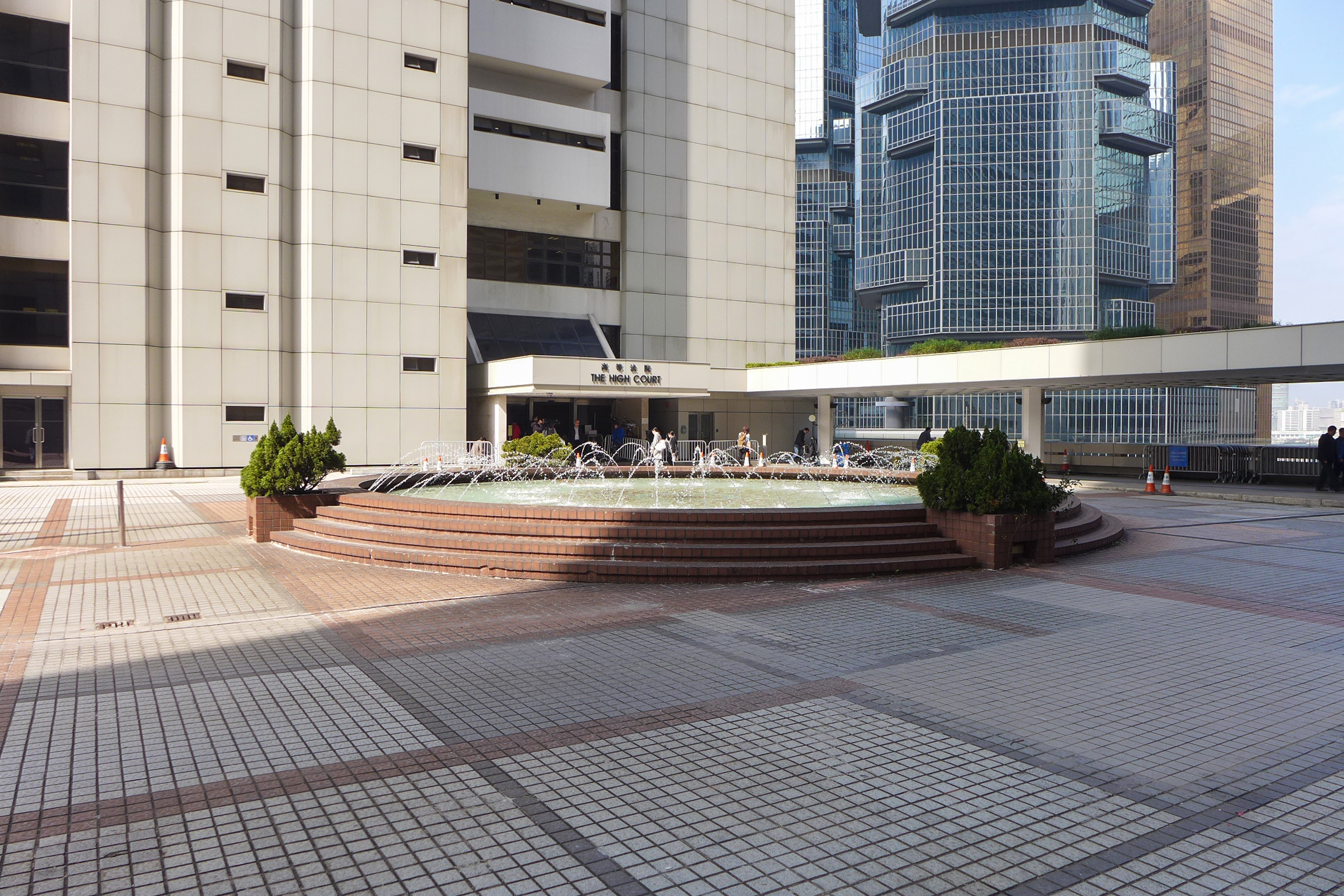
香港高等法院位於法院道的入口

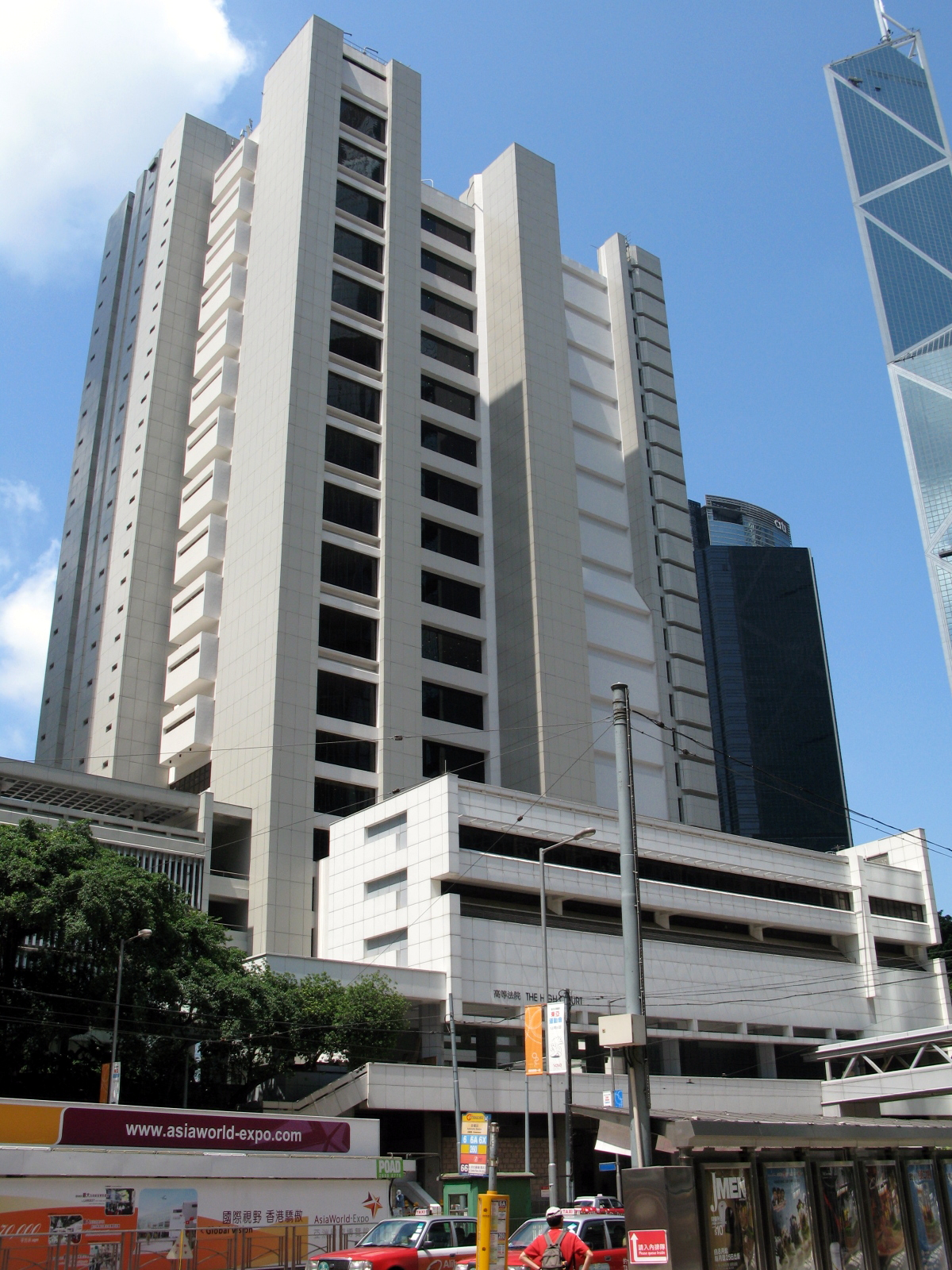
位於金鐘道入口的香港特別行政區高等法院

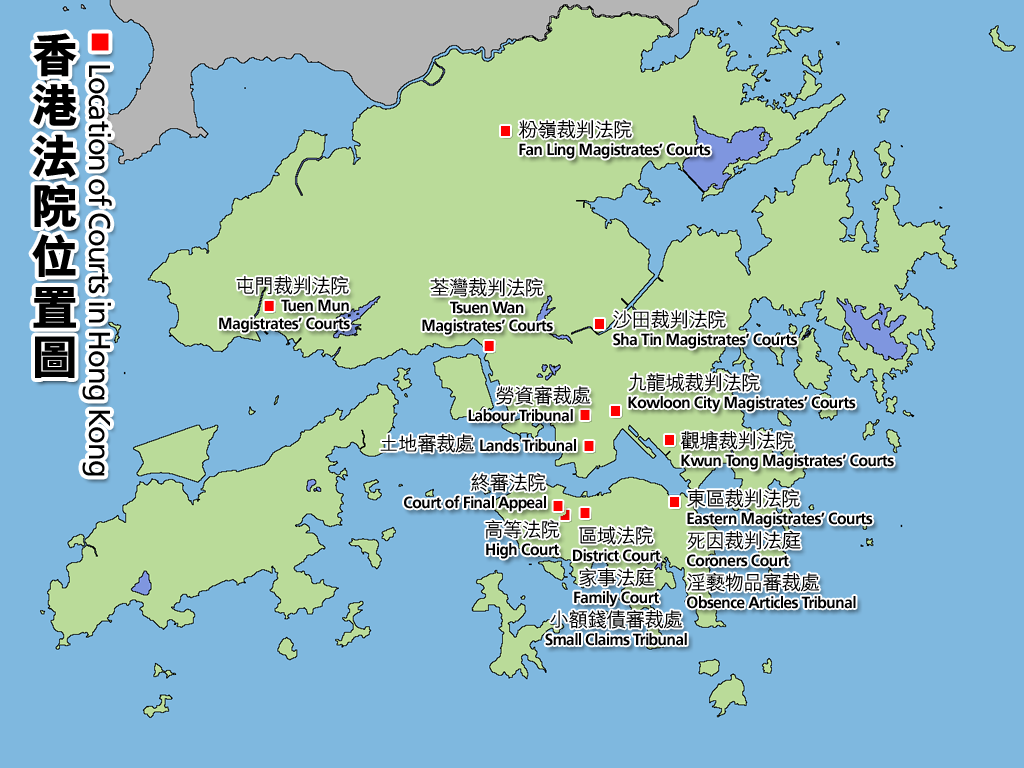
香港各級法院位置圖

香港特別行政區高等法院（英語：The High Court of the Hong Kong Special Administrative Region），是香港司法機構的一個常设法院，由原訟法庭和上訴法庭兩部份組成。本院前身为英治时期的香港最高法院（英語：The Supreme Court of Hong Kong）。
原訟法庭是香港最高級的原訟法院，有無限的司法管轄權，除有關中華人民共和國的國防和外交等國家行為，可聆訊香港任何的民事和刑事訴訟，還處理來自各區的裁判法院、勞資審裁處、小額錢債審裁處和淫褻物品審裁處的上訴案件。此外，如果被告在裁判法院案件中保釋被裁判官拒絕，被告可以向高等法院原訟法庭法官提出保釋申請，由法官去決定是否批准保釋申請。
上訴法庭是香港除終審法院外最高級的上訴法院，專門處理來自原訟法庭、區域法院和土地審裁處的上訴訴訟，還處理來自各級法院由律政司提出的刑期覆核申請，而上訴法庭的上訴案件則會轉至終審法院。

## 歷史
1833年8月英国率先在广州成立英国驻华司法院，由英国驻华商务总监兼任法官，陪审员由12名广州英国侨民担当，处理当地涉及英侨的各类纠纷。1841年英國開始統治香港後，英国驻华司法院便由廣州迁来這裏，改由首任香港總督砵甸乍与副总督德忌立兼任裁判官，以英国军法审理案件。
直至1844年，由伦敦派一名司法官接掌，司法官到埠后当局公布《高等法院條例》，废止军法，改组英国驻华司法院交由司法官主持，同时声明辖区中国居民刑事诉讼可依《大清律例》加以审理，香港最高法院（英語：The Supreme Court）同年正式成立，為香港最高級法院，惟終審權在英國樞密院司法委員會。
此外，英国方面於1865年在上海另成立英国在华及在日最高法院，以管理中国及日本的司法上诉案件。
第1代最高法院大樓位於中環畢打街華人行現址。1912年，中環昃臣道的第2代最高法院大樓建成，最高法院搬遷到新址。1978年，受到地鐵在遮打道工程影響，最高法院大樓結構受損，需要關閉進行緊急復修。最高法院其後遷往維多利亞地方法院（前法國外方傳道會大樓），1984年再遷往金鐘法院道現址的高等法院大樓，是為第3代最高法院大樓。
1997年香港主權移交後，香港成立自己的終審法院，最高法院改名為「高等法院」，英文名稱亦由「The Supreme Court」改為「The High Court」。舊時的高等法院改稱為原訟法庭，而上訴法院則改稱為上訴法庭。

## 科技法庭
在現時高等法院大樓5樓的第7庭，司法機構特地設立科技法庭，旨在使法庭服務能夠配合現今社會不斷轉變的需求；好讓法庭使用者與法律界人士能夠借助設於科技法庭的嶄新科技，幫助訴訟程序順利進行。
死因研訊一般會在西九龍法院大樓進行。若然該聆訊的審訊過程/結果會在社會預期會有重大的迴響而聽審人數亦會預期眾多，該等死因研訊會移師至該法庭舉行。馬尼拉人質事件的死因研訊為其中一例。

## 休庭期
高等法院會在農曆新年、復活節、佛誕、聖誕節等香港公眾假期休庭，日期由法院規則訂明。

## 法官任命
根據《香港特別行政區基本法》，高等法院首席法官須由行政長官提名，立法會通過方能任命。同時根據《高等法院條例》第9條（法官的專業資格），只要在香港或其他普通法適用地區執業為大律師（或法官）最少十年，該人就可以受委任。

## 法官列表

### 歷任首席法官
| 姓名   | 任期                          |
| ------ | ----------------------------- |
| 陳兆愷 | 1997年7月1日－2000年8月31日   |
| 梁紹中 | 2001年1月1日－2003年7月13日   |
| 馬道立 | 2003年7月14日－2010年8月31日  |
| 張舉能 | 2011年6月20日－2018年10月24日 |
| 潘兆初 | 2019年12月18日－現任          |

### 現任法官[4]
| 高等法院首席法官兼上訴法庭庭長 | 高等法院首席法官兼上訴法庭庭長 | 高等法院首席法官兼上訴法庭庭長 | 高等法院首席法官兼上訴法庭庭長 |
| ------------------------------ | ------------------------------ | ------------------------------ | ------------------------------ |
| 潘兆初庭長                     |                                |                                |                                |
| 高等法院上訴法庭副庭長         |                                |                                |                                |
| 麥機智副庭長                   | 關淑馨副庭長                   | 朱芬齡副庭長                   |                                |
| 高等法院上訴法庭法官           |                                |                                |                                |
| 張澤祐法官                     | 鮑晏明法官                     | 彭偉昌法官                     | 薛偉成法官                     |
| 區慶祥法官                     | 潘敏琦法官                     | 林雲浩法官                     | 周家明法官                     |
| 彭寶琴法官                     |                                |                                |                                |
| 高等法院原訟法庭法官           |                                |                                |                                |
| 馮驊法官，GBS                  | 張慧玲法官                     | 夏利士法官                     | 歐陽桂如法官                   |
| 杜麗冰法官                     | 陳慶偉法官                     | 陳美蘭法官                     | 陳健強法官                     |
| 吳嘉輝法官                     | 朱珮瑩法官                     | 陸啟康法官                     | 邱智立法官                     |
| 黃崇厚法官                     | 金貝理法官                     | 李素蘭法官                     | 陳嘉信法官                     |
| 黃國瑛法官                     | 潘兆童法官                     | 吳美玲法官                     | 李運騰法官                     |
| 高浩文法官                     | 楊家雄法官                     | 陳靜芬法官                     | 陳仲衡法官                     |
| 黎婉姫法官                     | 鄭蕙心法官                     |                                |                                |
| 高等法院原訟法庭特委法官       |                                |                                |                                |
| 譚允芝女士，SBS，SC，JP        | 黃繼明先生，SC                 | 馮庭碩先生，SC                 | 萬崇理先生，SC                 |
| 許紹鼎先生，SC                 | 薜日華女士，SC                 | 林欣琪女士，SC                 | 王鳴峰先生，SC                 |
| 杜淦堃先生，SC                 | 許偉強先生，SC                 | 毛樂禮先生，SC                 | 陳樂信先生，SC                 |
| 鮑進龍先生，SC                 | 黃佩琪女士，SC                 | 陳政龍先生，SC                 |                                |
| 高等法院司法常務官             |                                |                                |                                |
| 鄺卓宏先生                     |                                |                                |                                |
| 高等法院高級副司法常務官       |                                |                                |                                |
| 何志賢先生                     |                                |                                |                                |

## 軼事
1987年電影〈香港小姐寫真〉便以當時的香港最高法院做為電影的故事終結，以及背景畫面。

## 重建計劃
香港高等法院現址位於香港島金鐘金鐘道38號，與金鐘道政府合署為鄰。時任行政長官林鄭月娥於2017年的施政報告中提及，與司法機構達成共識，將高等法院重置於中環新海濱的五號用地，以解決法院的長遠需要。2024年，終審法院首席法官張舉能及發展局表示，原計劃在中環新海濱五號用地重置高等法院，現改為使用金鐘道政府合署現址，待有關政府部門遷移往北部都會區後，重建為新高等法院綜合大樓，而高等法院現址會繼續保留，原址重建後，作為新高等法院綜合大樓的一部份。

## 附近地標
- 香港公園
- 英國駐香港總領事館
- 金鐘道政府合署
- 太古廣場
- 夏慤道
- 中銀大廈

## 外部連結
- 香港高等法院